# Painel do Arcebispo (Painéis de São Vicente de Fora)

O Painel do Arcebispo, no políptico de S. Vicente

O Painel do Arcebispo é um dos seis que constituem os Painéis de São Vicente de Fora, de Nuno Gonçalves.
A interpretação de cada um dos painéis tem suscitado, ao longo dos anos, inúmeras polémicas.
O painel do arcebispo apresenta, ao centro, uma figura que, em geral, é considerada de um santo, vestido com uma dalmática e manípulo. A cabeça está coberta com um barrete. Aos pés um molho de cordas.
Em torno encontram-se cinco cavaleiros, empunhando lanças ou espadas embainhadas, vestidos, dois com armaduras, e três com gibões.
Mais atrás vê-se um bispo ou arcebispo, rodeado de sacerdotes e de outros dignitários. A seu lago o cónego arcedíago segura o báculo.
Na interpretação da Veneração ao Infante Santo e aos seus companheiros de martírio, este painel é o segundo “II. Glorificação dos Cativos de Arzila (1441)”. Representa, segundo a Crónica do Infante Santo, os nobres da casa do Infante que ficaram cativos em Arzila, glorificados por S. Vicente. São eles, à frente, João Gomes de Avelar, Ayres da Cunha, e Pedro Ataíde fidalgos da casa do Infante que aí faleceram. Salvaram-se o cavaleiro da Ordem de Avis, Gomes da Silva alcaide de Noudar e Pero Rodrigues, colaço do Infante, presumivelmente as duas figuras de trás. O Bispo é D. Álvaro de Abreu, Bispo de Évora, ligado ao desastre de Tânger onde comandou hostes, celebrou a missa da regência de D. Pedro e estava nomeado no testamento do Infante Santo para realizar o seu funeral. Tal como o Bispo as figuras no 2º plano dos Painéis são presumivelmente as figuras próximas do Infante Santo, referidas no seu testamento (youtube Novos Painéis de S. Vicente livro).